# サブレット郡 (ワイオミング州)
座標: 北緯42度45分 西経109度55分 / 北緯42.750度 西経109.917度
サブレット郡 (英: Sublette County) は、アメリカ合衆国のワイオミング州にある郡。人口は10,247人（2010年国勢調査）。郡庁所在地はパインデール (Pinedale)である。グリーン川沿いにコミュニティーが点在する。

## 歴史
サブレット郡は1921年に設置された。
歴史上、この地域は重要な毛皮貿易地だった。現在の郡名も、州初期の毛皮取引業者ウィリアム・サブレットに由来する。パインデールのマウンテンマン博物館は、その毛皮貿易の遺産を称えている。

## 地理
アメリカ合衆国統計局によると、この郡は総面積12,783 km2 である。このうち12,646 km2 が陸地で、137 km2 が水域である。総面積の1.08%が水域となっている。

### 隣接する郡
- フレモント郡（東）
- スウィートウォーター郡（南東）
- リンカーン郡（南西）
- ティトン郡（北西）

## 人口動静
2000年現在の国勢調査で、この郡は5,920人、2,371世帯、及び1,707家族が暮らしている。しかし、その後の石油ブームで人口は1000人以上増加した。人口密度は0/km2 (1/mi2) で、0/km2 (1/mi2) の平均的な密度に3,552軒の住居が建っている。この郡の人種的構成は白人97.48%、アフリカン・アメリカン0.20%、先住民0.49%、アジア系0.24%、太平洋諸島系0.08%、その他の人種0.52%、及び混血0.98%で、人口の1.89%がヒスパニックまたはラテン系である。人口のうち21.7%がドイツ系、17.5%がイングランド系、11.0%がアメリカ系、10.1%がアイルランド系移民の子孫である。
2,371世帯のうち、32.70%は18歳未満の子供と暮らしており、63.30%は夫婦で生活している。5.30%は未婚の女性が世帯主であり、28.00%は家族以外の住人と同居している。23.60%は独身の居住者が住んでおり、6.50%は65歳以上で独居である。1世帯あたりの平均人数は2.47人であり、家庭の場合は2.91人である。
郡内の住民は25.80%が18歳未満の未成年、18歳以上24歳以下が6.00%、25歳以上44歳以下が27.50%、45歳以上64歳以下が28.70%、及び65歳以上が12.00%にわたっている。中央値年齢は40歳である。女性100人ごとに対して男性は104.30人いて、18歳以上の女性100人ごとに対して男性は104.50人いる。
この郡の世帯ごとの平均的な収入は39,044米ドルであり、家族ごとでは45,000米ドルである。男性の35,000米ドルに対して女性は21,109米ドルの平均的な収入がある。この郡の一人当たりの収入 (per capita income) は20,056米ドルである。人口の9.70%及び家族の7.40%は貧困線以下である。18歳未満の10.40%及び65歳以上の8.70%は貧困線以下の生活を送っている。

## コミュニティー

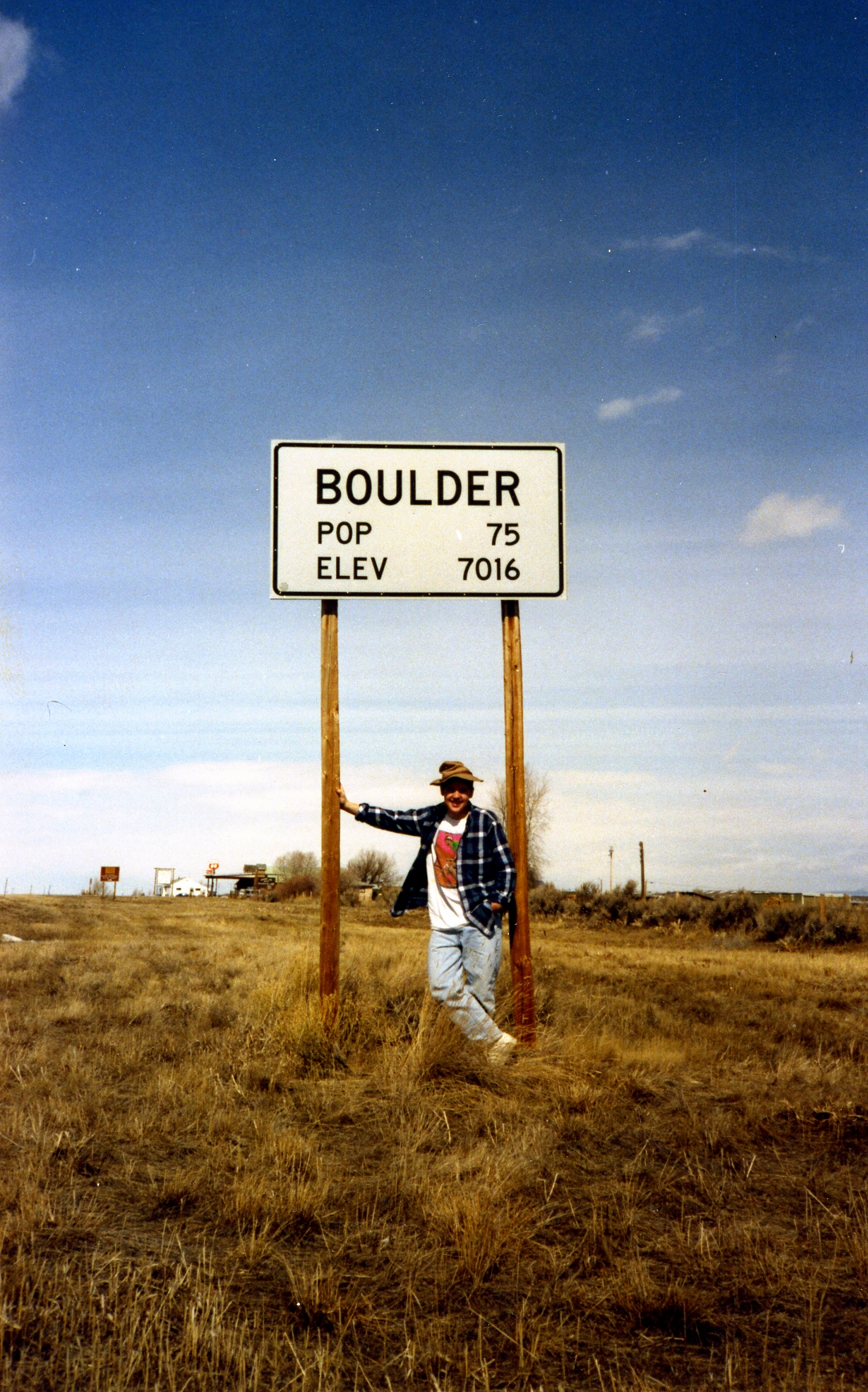
ボールダーのウェルカムサイン

町
- ビッグ・パイニー（en:Big Piney, Wyoming）
- マーブルトン（en:Marbleton, Wyoming）
- パインデール（en:Pinedale, Wyoming）

国勢調査指定地域
- ボンドゥラント（en:Bondurant, Wyoming）
- ボールダー（en:Boulder, Wyoming）
- カルペット（en:Calpet, Wyoming）
- コーラ（en:Cora, Wyoming）
- ダニエル（en:Daniel, Wyoming）